# Franciscus Sylvius
Franciscus Sylvius (Hanau, Alemanha, 15 de Março de 1614 — Leiden, Países Baixos, 19 de Novembro de 1672), também conhecido como Franz de le Boë, foi um médico, químico, fisiologista e anatomista alemão, que foi um dos maiores defensores das obras e teorias de Descartes, van Helmont e William Harvey.  Ele foi um dos primeiros propagadores da circulação do sangue na Holanda.

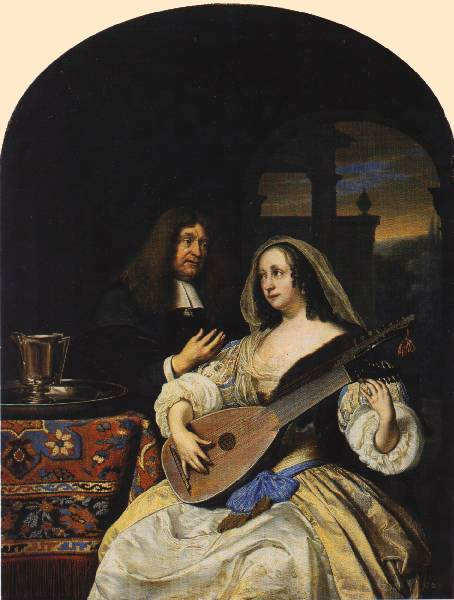
Franciscus Sylvius e sua esposa (pintura de Frans van Mieris, o Velho)

## Vida
Sylvius, forma latinizada do seu sobrenome de le Boë que significa da madeira, nasceu em Hanau, na Alemanha, de uma família muito rica originalmente de Cambrai, mas trabalhou e morreu na Holanda.  Estudou Medicina na Academia protestante de Sedan, e de 1632-1634 retornou para Leiden tendo como mestres Adolphus Vorstius (1597-1663) e Otto Heurnius.  Em 1634 ele realizou um debate acerca de sua obra Positiones variae medicae sob a presidência de Vorstius, na qual defendia a proposição sobre a existência da circulação pulmonar.  Depois disso Sylvius fez uma viagem de pesquisas em Jena e Wittenberg, e no dia 16 de Março de 1637 ele defendeu uma tese intitulada De animali motu ejusque laesionibus na Universidade de Basileia sob a presidência de Emmanuel Stupanus. Depois de praticar medicina em Hanau, sua cidade natal, ele voltou para Leiden em 1639 para dar aulas.  Nesse período ele se tornou famoso com as suas demonstrações sobre a circulação.  Em 1658 foi nomeado Professor de Medicina na Universidade de Leiden e passou a receber 1800 florins o que representava duas vezes o salário normal.  Ele foi também vice-chanceler da universidade em 1660-70.

## Obra
Em 1669 Sylvius fundou o primeiro laboratório acadêmico químico. Por esta razão, o edifício onde a maior parte das faculdades de química e ciência natural da Universidade está situada, recebe hoje o nome de Laboratório Sylvius. Seus alunos mais famosos foram: Jan Swammerdam, Reinier de Graaf, Niels Stensen e Burchard de Volder (1643-1709).
Ele fundou a Escola Iatroquímica de Medicina, segundo ele todos os processos de vida ou de doença estão relacionados às reações químicas.  Essa escola de pensamento tentava entender a Medicina em termos das regras universais de física e química.  Sylvius também introduziu o conceito de afinidade química como maneira de entender a forma como o corpo humana se utiliza dos sais e desse modo contribuiu grandemente para o entendimento da digestão e dos fluidos corporais.  A obra mais importante que ele publicou foi Praxeos medicae idea nova (Novo Conceito em Medicina Prática, 1671).
Ele pesquisou a estrutura do cérebro e acredita-se tenha sido ele o descobridor da fissura no cérebro conhecida como fissura de Sylvius, nome esse dado por Caspar Bartholin, O Velho (1585-1629) em 1641 em seu livro Casp. Bartolini Institutiones Anatomicae.  Neste livro, lemos no prefácio que "Todos nós podemos medir a nobreza da genialidade de Sylvius e o seu talento através da maravilhosa e nova estrutura do cérebro".  E também, "Com as novas imagens do cérebro, o gravador obedeceu ao projeto e ao bisturi do mais completo Franciscus Sylvius, a quem devemos, neste aspeto, tudo que o cérebro tem de melhor, ou de mais maravilhoso."
Todavia, Caspar Bartholin, O Velho (1585-1629) morreu em 1629 e Franciscus Sylvius somente começou a exercer a Medicina em 1632 e discute-se até hoje se as palavras que foram ditas descrevendo a fissura de Sylvius são ou de seu filho Thomas Bartholin ou do próprio Franciscus Sylvius.  Em 1663 em sua Disputationem Medicarum, Franciscus Sylvius descreveu a fissura lateral usando seu próprio nome: "Particularmente notável é a profunda fissura ou hiato que inicia na raíz dos olhos (oculorum radices) [...] e percorre posteriormente acima da fronte tanto quanto as raízes do tronco cerebral (medulla radices). [...] Dividindo o cérebro numa parte superior e maior, e outra parte inferior e de menores proporções.
O aqueduto cerebral e o ângulo de Sylvius foram designações feitas em sua homenagem.
O mineral silvina também recebeu esse nome em sua homenagem.
Acredita-se que Sylvius foi também o inventor do gin holandês.  Ele possuía uma coleção de 190 pinturas, sendo nove de Frans van Mieris, O Velho e onze de Gerard Dou, que foram no século XVII pintores altamente apreciados e valiosos.